# Комаров, Павел Николаевич
Павел Николаевич Комаро́в (3 марта 1913, Реутово, Московская губерния — неизвестно, Торонто) — советский футболист.

## Карьера
Работал на прядильной фабрике в Реутове и играл за эту команду. Потом скитался по московским клубам — ЦСКА, «Динамо» и «Спартак», а также играл за «Динамо» (Киев). В 1936 году вернулся в «Динамо» (Киев) и вплоть до 1941 года играл за эту команду, провёл 58 матчей и забил 33 гола.
В 1938 году был включён в список 55 лучших футболистов СССР.
С началом войны остался в Киеве и стал участником футбольных поединков в оккупированном Киеве в июле-августе 1942 года в составе команды «Старт» и «Рух», один из которых впоследствии назвали «Матч смерти».
Покинул Киев с немцами в 1943 году и переехал в Германию, где работал инженером на заводе Messerschmitt. В конце Второй мировой войны попал в Шотландию, где играл в командах нижних дивизионов, позже перебрался в Канаду, где и скончался. Во время ОИ-1956 побывал в Австралии, где интересовался судьбой киевских футболистов.